# ささげたい、あなたに…
「ささげたい、あなたに…」は、牧瀬里穂の2枚目のシングル。1992年5月8日発売。

## 収録曲
1. ささげたい、あなたに…
  - 作詞・作曲：上田知華／編曲：武部聡志
  - 三菱電機「ムービー・ビデオ」CMソング
2. 心が眠る海 ～Heart in blue～
  - 作詞：吉元由美／作曲：沢近泰輔／編曲：山川恵津子
3. ささげたい、あなたに…（オリジナル・カラオケ）